# Ines Müller
Pour les articles homonymes, voir Müller.
Ines Müller, née Reichenbach le 2 janvier 1959 à Grimmen (Mecklembourg-Poméranie-Occidentale), est une athlète est-allemande. Dans les années 1980, elle faisait partie des meilleures spécialistes du lancer du poids. 
Son plus grand succès est sa médaille de bronze aux championnats du monde de 1987.

## Palmarès

### Jeux olympiques
- 1980 à Moscou ( Union soviétique)
  - 8e au lancer du poids
- 1984 à Los Angeles ( États-Unis)
  - Absente à la suite du boycott des pays de l'Est
- 1988 à Séoul ( Corée du Sud)
  - 4e au lancer du poids

### Championnats du monde d'athlétisme
- 1987 à Rome ( Italie)
  -  Médaille de bronze au lancer du poids

### Championnats d'Europe d'athlétisme
- 1986 à Stuttgart ( Allemagne de l'Ouest)
  -  Médaille d'argent au lancer du poids